# Mary Cain
Mary Cain (New York, 3 maggio 1996) è una mezzofondista statunitense.
È stata la più giovane atleta a rappresentare gli Stati Uniti d'America ad un'edizione dei Campionati del mondo di atletica leggera partecipando ai Mondiali di Mosca 2013.

## Palmarès
| Anno | Manifestazione | Sede       | Evento       | Risultato | Prestazione | Note                          |
| ---- | -------------- | ---------- | ------------ | --------- | ----------- | ----------------------------- |
| 2012 | Mondiali U20   | Barcellona | 1500 m piani | 6ª        | 4'11"01     |                               |
| 2013 | Mondiali       | Mosca      | 1500 m piani | 9ª        | 4'07"19     |                               |
| 2014 | Mondiali U20   | Eugene     | 3000 m piani | Oro       | 8'58"84     | Miglior prestazione personale |

## Campionati nazionali
- 1 volta campionessa nazionale indoor del miglio (2013)

2011
- Argento ai campionati statunitensi juniores, 1500 m piani - 4'23"59

2012
- Oro ai campionati statunitensi juniores, 1500 m piani - 4'14"74

2013
- Argento ai campionati statunitensi, 1500 m piani - 4'28"76
- Oro ai campionati statunitensi indoor, miglio - 5'05"68

2014
- Argento ai campionati statunitensi, 1500 m piani - 4'06"34
- Oro ai campionati statunitensi indoor, 1500 m piani - 4'07"05
- 7ª ai campionati statunitensi di corsa su strada, 5 km - 15'54"
- Oro ai campionati statunitensi juniores, 3000 m piani - 8'58"48

2015
- 8ª ai campionati statunitensi, 1500 m piani - 4'16"77

## Altre competizioni internazionali
2013
- 5ª ai London Anniversary Games ( Londra), 1500 m piani - 4'09"77
- 5ª al Prefontaine Classic ( Eugene), 800 m piani - 1'59"51

2014
- 4ª all'Adidas Grand Prix ( New York), 800 m piani - 2'01"67
- Oro al New Balance Indoor Grand Prix ( Boston), 1000 m piani indoor - 2'35"80

2015
- 13ª ai London Anniversary Games ( Londra), 1500 m piani - 4'12"89
- 4ª all'Adidas Grand Prix ( New York), 1000 m piani - 2'38"57

## Riconoscimenti
- Atleta mondiale emergente dell'anno (2013)